# Grand Champions Cup femminile
La Grand Champions Cup è stata una competizione pallavolistica per squadre nazionali femminili, organizzata con cadenza quadriennale dalla FIVB.

## Edizioni
| Edizione      | Edizione      | Podio    | Podio       | Podio           |
| Anno          | Organizzatore | Campione | Seconda     | Terza           |
| ------------- | ------------- | -------- | ----------- | --------------- |
| 1993 Dettagli | Giappone      | Cuba     | Cina        | Russia          |
| 1997 Dettagli | Giappone      | Russia   | Cuba        | Brasile         |
| 2001 Dettagli | Giappone      | Cina     | Russia      | Giappone        |
| 2005 Dettagli | Giappone      | Brasile  | Stati Uniti | Cina            |
| 2009 Dettagli | Giappone      | Italia   | Brasile     | Rep. Dominicana |
| 2013 Dettagli | Giappone      | Brasile  | Stati Uniti | Giappone        |
| 2017 Dettagli | Giappone      | Cina     | Brasile     | Stati Uniti     |

## Medagliere
| Pos. | Squadra         | 1º posto | 2º posto | 3º posto | Totale |
| ---- | --------------- | -------- | -------- | -------- | ------ |
| 1    | Brasile         | 2        | 2        | 1        | 5      |
| 2    | Cina            | 2        | 1        | 1        | 4      |
| 3    | Russia          | 1        | 1        | 1        | 3      |
| 4    | Cuba            | 1        | 1        | 0        | 2      |
| 5    | Italia          | 1        | 0        | 0        | 1      |
| 6    | Stati Uniti     | 0        | 2        | 1        | 3      |
| 7    | Giappone        | 0        | 0        | 2        | 2      |
| 8    | Rep. Dominicana | 0        | 0        | 1        | 1      |